# The Line
The Line (stylizowane na THE LINE, arab. ‏ذا لاين‎) – liniowe, inteligentne miasto budowane w saudyjskiej prowincji Tabuk w ramach projektu Saudi Vision 2030

## Pierwotne założenia
Stanowi jedno z dziewięciu ogłoszonych centrów Neom i planowo ma charakteryzować się futurystycznymi i prototypowymi założeniami takimi jak lustrzane ściany miasta, brak ulic i samochodów, zerowa emisja dwutlenku węgla, powszechna automatyzacja i obecność AI oraz podziemna kolej z pociągami o prędkości 510 kilometrów na godzinę
Pierwotne plany zakładały, że miasto będzie miało 170 km długości i do 2030 r. będzie mogło pomieścić 9 milionów mieszkańców (25% szacowanej populacji Arabii Saudyjskiej).  

## Ograniczenie projektu w 2024 roku
W kwietniu 2024 r. pojawiły się informacje, że skala projektu została ograniczona na skutek braku przekonania potencjalnych zagranicznych inwestorów. 
Docelowa długość miasta zostałaby skrócona do 2,4 km (1,5 mil), co stanowiłoby zmniejszenie skali projektu o 98,6%, a liczba mieszkańców ostatecznie wyniosłaby 300 000 zamiast planowanych 1,5 miliona.
Władze Arabii Saudyjskiej zaprzeczyły tym twierdzeniom i oświadczyły, że projekt jest kontynuowany zgodnie z planem. 